# Columbus Crew
Columbus Crew – amerykański klub piłkarski z siedzibą w Columbus.
W latach 1996–2002 piłkarzem klubu był Robert Warzycha, a od 2009 do 2013 pełnił funkcję trenera zespołu.

## Sukcesy
- Mistrzostwo Major League Soccer: 2008, 2020, 2023
- Leagues Cup: 2024